# Юаньян (повіт, Юньнань)
23°13′25″ пн. ш. 102°50′04″ сх. д. / 23.22363° пн. ш. 102.83445° сх. д.
Юаньян (кит. 元阳县, пін. Yuányáng Xiàn) — один із повітів КНР у складі Хунхе-Хані-Їської автономної префектури, провінція Юньнань. Адміністративний центр — містечко Наньша.

## Географія
Юаньян лежить на висоті близько 250 метрів над рівнем моря на півдні Юньнань-Гуйчжоуського плато, уздовж річки Хонгха.

### Клімат
Повіт знаходиться у зоні, котра характеризується вологим субтропічним кліматом. Найтепліший місяць — червень із середньою температурою 29,1 °C. Найхолодніший місяць — січень, із середньою температурою 17,5 °С.
| Клімат повіту Юаньян    | Клімат повіту Юаньян | Клімат повіту Юаньян | Клімат повіту Юаньян | Клімат повіту Юаньян | Клімат повіту Юаньян | Клімат повіту Юаньян | Клімат повіту Юаньян | Клімат повіту Юаньян | Клімат повіту Юаньян | Клімат повіту Юаньян | Клімат повіту Юаньян | Клімат повіту Юаньян | Клімат повіту Юаньян |
| Показник                | Січ.                 | Лют.                 | Бер.                 | Квіт.                | Трав.                | Черв.                | Лип.                 | Серп.                | Вер.                 | Жовт.                | Лист.                | Груд.                | Рік                  |
| Середній максимум, °C   | 23,5                 | 26,5                 | 29,6                 | 33,3                 | 33,9                 | 34,8                 | 34,1                 | 34,3                 | 33,6                 | 31                   | 28                   | 24,4                 | 30,6                 |
| Середня температура, °C | 17,5                 | 19,9                 | 23,1                 | 26,5                 | 27,7                 | 29,1                 | 28,7                 | 28,3                 | 27,2                 | 25,2                 | 21,1                 | 18,2                 | 24,4                 |
| Середній мінімум, °C    | 13,6                 | 15,6                 | 18,5                 | 21,6                 | 23,3                 | 25,3                 | 25,2                 | 24,7                 | 23,2                 | 21,5                 | 16,7                 | 14,2                 | 20,3                 |
| Норма опадів, мм        | 29                   | 34                   | 42.2                 | 87.6                 | 174.7                | 176.6                | 182.7                | 143.1                | 115.3                | 91.1                 | 77.7                 | 27.1                 | 1181.1               |
| Вологість повітря, %    | 68                   | 64                   | 63                   | 64                   | 68                   | 73                   | 77                   | 77                   | 74                   | 73                   | 72                   | 71                   | 70.3                 |
| ----------------------- | -------------------- | -------------------- | -------------------- | -------------------- | -------------------- | -------------------- | -------------------- | -------------------- | -------------------- | -------------------- | -------------------- | -------------------- | -------------------- |
| Джерело: data.cma.cn    |                      |                      |                      |                      |                      |                      |                      |                      |                      |                      |                      |                      |                      |